# Astroballe
O Astroballe, conhecido também como L'Astroballe, é um arena multiuso localizada no distrito de Cusset, comuna francesa de Villeurbanne, região Auvergne Rhône-Alpes . A arena no Boulevard périphérique de Lyon na Métropole de Lyon é usada principalmente pelo clube de basquete ASVEL Lyon-Villeurbanne, por meio de um contrato de patrocínio com LDLC ASVEL que disputa a Jeep Elite e Euroliga. A edificação dispõem de 5.556 acentos para espectadores.

## História
Inaugurado no ano de 1995, a arena faz divisa diretamente ao norte com o Stade Georges-Lyvet onde a equipe de Rugby Union, ASVEL Rugby manda seus jogos em casa. Além do basquetebol, partidas de Andebol são disputados no local.  Poucos dias antes do Campeonato Europeu de Handebol Feminino de 2010, disputado na Noruega e Dinamarca, foi disputado partida amistosa entre as francesas e as russas que reprisava a final do Mundial de 2009 vencida pelas russas por 25:22.
Para os padrões de Arenas da Euroliga, o ideal são recintos com 10.000 lugares, desta forma o pavilhão é menor que as exigências da Euroliga. Em julho de 2016, foram feitos planos para um novo salão denominado ASVEL Arena com 10.500 lugares e custos entre 45 a 55 milhões de Euros, que deverá ser concluído no local que hoje é o Stade Georges-Lyvet que seria concluído em 2020. Em junho de 2019, os dois presidentes Tony Parker (ASVEL) e Jean-Michel Aulas ( Olympique Lyon ) assinaram um acordo de parceria com a participação minoritária de 25 por cento da OL na LDLC ASVEL e Lyon ASVEL Féminin. Há muito tempo, Aulas planeja construir um salão polivalente no local ao redor do Estádio Groupama . A arena de eventos em Décines-Charpieu (Métropole de Lyon) deve oferecer um máximo de 15.000 a 16.000 lugares para shows. Deve haver espaço para 12.000 espectadores para jogos de basquete. Há também uma grande sala de seminários com 3.000 lugares. Deve estar pronto em 2023 ou 2024. Até então, ASVEL permanecerá no Astroballe. Depois que a parceria se tornou conhecida, Jean-Paul Bret, prefeito de Villeurbanne, anunciou o abandono dos planos de um novo salão.